# Fanif
Fanif  es un municipio de Estados Federados de Micronesia, en el estado de Yap.